# Shortit
Shortit ist ein selten vorkommendes Mineral aus der Mineralklasse der „Carbonate und Nitrate“ (ehemals Carbonate, Nitrate und Borate) mit der chemischen Zusammensetzung Na2Ca2[CO3]3 und damit chemisch gesehen ein Natrium-Calcium-Carbonat.
Shortit kristallisiert im orthorhombischen Kristallsystem und entwickelt tafelige bis kurzprismatische Kristalle von mehreren Millimetern Dicke mit einem typischerweise hemimorphen, keilförmigen oder auch schneidenartigen Habitus. In reiner Form ist Shortit farblos und durchsichtig mit einem glasähnlichen Glanz. Durch vielfache Lichtbrechung aufgrund von Gitterfehlern oder polykristalliner Ausbildung kann er aber auch durchscheinend weiß sein und durch Fremdbeimengungen eine hellgelbe bis dunkelgelbe oder grünlichgelbe Farbe annehmen.

## Etymologie und Geschichte
Erstmals entdeckt wurde Shortit in der Green-River-Formation im Sweetwater County des US-Bundesstaates Wyoming. Das Typmaterial wurde den aus dem Tonschiefer entnommenen Bohrkernen mit der Bezeichnung „John Hay Jr. Well No. 1“ entnommen, die aus einer Tiefe zwischen 1258 und 1805 Fuß stammen (entspricht etwa 383 bis 550 Meter).
Die Analyse und Erstbeschreibung erfolgte 1939 durch Joseph John Fahey (1901–1980), der es nach Professor Dr. Maxwell N. Short von der University of Arizona benannte.

## Klassifikation
In der veralteten 8. Auflage der Mineralsystematik nach Strunz gehörte Shortit zur gemeinsamen Mineralklasse der „Carbonate, Nitrate und Borate“ und dort zur Abteilung „Wasserfreie Carbonate ohne fremde Anionen“, wo er zusammen mit Burbankit, Bütschliit, Carbocernait, Eitelit, Fairchildit, Nyerereit und Sahamalith die „Eitelit-Sahamalith-Gruppe“ mit der Systemnummer Vb/A.05 bildete.
Im zuletzt 2018 überarbeiteten „Lapis-Mineralienverzeichnis“, das sich im Aufbau noch nach der alten Form der Systematik von Karl Hugo Strunz richtet, erhielt das Mineral die System- und Mineralnummer V/B.05-070. In der „Lapis-Systematik“ entspricht dies ebenfalls der Abteilung „Wasserfreie Carbonate [CO3]2−, ohne fremde Anionen“, wo Shortit zusammen mit Bütschliit, Eitelit, Fairchildit, Gregoryit, Juangodoyit, Nyerereit und Zemkorit eine unbenannte Gruppe mit der Systemnummer V/B.05 bildet.
Auch die von der International Mineralogical Association (IMA) zuletzt 2009 aktualisierte 9. Auflage der Strunz’schen Mineralsystematik ordnet den Shortit in die Abteilung der „Carbonate ohne zusätzliche Anionen; ohne H2O“ ein. Diese ist allerdings weiter unterteilt nach der Elementgruppenzugehörigkeit der Kationen, so dass das Mineral entsprechend seiner Zusammensetzung in der Unterabteilung „Alkali- und Erdalkali-Carbonate“ zu finden ist, wo es als einziges Mitglied die unbenannte Gruppe 5.AC.25 bildet.
Die vorwiegend im englischen Sprachraum gebräuchliche Systematik der Minerale nach Dana ordnet den Shortit wie die alte Strunz-Systematik in die Klasse der „Carbonate, Nitrate und Borate“ und dort in die Abteilung der „Wasserfreien Carbonate“ ein. Hier ist er als einziges Mitglied in der unbenannten Gruppe 14.04.01 innerhalb der Unterabteilung der „Wasserfreien Carbonate mit zusammengesetzter Formel A2+B2+2(CO3)4“ zu finden.

## Kristallstruktur
Shortit kristallisiert orthorhombisch in der Raumgruppe Amm2 (Raumgruppen-Nr. 38) mit den Gitterparametern a = 4,95 Å; b = 11,03 Å und c = 7,11 Å sowie 2 Formeleinheiten pro Elementarzelle.

## Eigenschaften
Unter kurzwelligem UV-Licht zeigen manche Shortite eine hellbernsteinfarbene Fluoreszenz. Zudem ist Shortit stark pyroelektrisch.
In Wasser zersetzt sich Shortit langsam, wobei CaCO3 zurückbleibt.

## Bildung und Fundorte

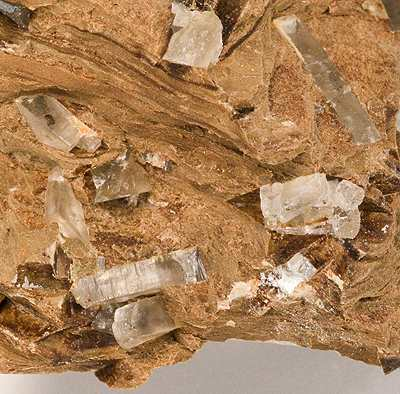
Farbloser Shortit in Sandstein aus der Green-River-Formation, Wyoming, USA (Gesamtgröße der Stufe: 7 × 6 × 4 cm)

Shortit bildet sich in salzführenden Schichten von dolomitischem Mergel (Green-River-Formation, USA), kommt aber auch in Kimberlit-Dykes (Kanada), Karbonatiten und alkalischen Massiven (Halbinsel Kola, Russland) vor. Als Begleitminerale treten unter anderem Albit, Apatit, Barentsit, Calcit, Magnetit, Nahcolith, Natrit, Natrolith, Olivin, Perowskit, Phlogopit, Pyrit, Trona und Villiaumit auf.
Als seltene Mineralbildung konnte Shortit bisher (Stand: 2012) nur an wenigen Fundorten nachgewiesen werden, wobei rund 30 Fundorte als bekannt gelten. Neben seiner Typlokalität Green-River-Formation in Wyoming trat das Mineral in den Vereinigten Staaten noch in den angrenzenden Bundesstaaten Colorado und Utah auf, wo es in mehreren Bohrkernen gefunden wurde, die an verschiedenen Orten des Piceance-Becken bzw. der darin liegenden Green River Formation und des Indian Canyon entnommen wurden.
Weitere Fundorte sind die „Upper Canada Gold Mine“ nahe Gauthier (Ontario) und der Steinbruch „Poudrette“ am Mont Saint-Hilaire (Québec) in Kanada, die „Anpeng Mine“ im Kreis Tongbai in der chinesischen Provinz Henan, der „Venkatampalle Kimberlit“ im indischen Distrikt Anantapur, Daldyn in Ostsibirien, mehrere Fundpunkte auf der russischen Halbinsel Kola, der Gletscher Dara-i-Pioz (auch Darai-Pioz) im Alai-Gebirge in Tadschikistan und Sukulu in Uganda.